# Vincenzo Tiberio
Pour les articles homonymes, voir Tiberio.
Vincenzo Tiberio (Sepino, 1869 — Naples, 1915) était un scientifique, chercheur et médecin italien, qui fut officier dans le corps sanitaire de la marine militaire italienne. Cependant, avant de s’enrôler dans l’armée, il fit une brève carrière universitaire à Naples, durant laquelle il fut amené, par une étude expérimentale, dont le compte rendu parut sous forme d’article en 1895, à décrire les vertus antibactériennes de certaines souches de moisissures et à isoler en outre les principes actifs en cause, faisant de lui, dans l’opinion de plusieurs, le véritable découvreur de la pénicilline. Ses travaux, jugés peu concluants par ses pairs et tombés ensuite dans l’oubli, ne refirent surface qu’après la guerre, à l’occasion de la remise du prix Nobel à Alexander Fleming, à qui la découverte de la pénicilline est communément attribuée, mais que Tiberio aurait devancé de près de trente-cinq ans,,.

## Biographie

### Jeunes années
Vincenzo Tiberio naquit et grandit dans une famille aisée, comme le fils cadet de Domenicantonio Tiberio, notaire, et Filomena Guacci, qui était issue d’une famille nantie de la bourgeoisie d’affaires.
Le père, devenu veuf alors que Vincenzo et son frère avaient 7 et 9 ans, convola en secondes noces avec Rosa Palladino, non sans le plein assentiment des deux fils.
Vincenzo, à l’issue de ses études primaires et moyennes dans le bourg natal, soutint pendant l’année scolaire 1883-1884 l’examen d’entrée au lycée "Mario Pagano" de Campobasso et y fut reçu brillamment avec la cote maximale en grec et en latin. Il se transporta alors vers Campobasso pour y fréquenter le lycée, achevant ses études secondaires en 1889. Il s’inscrivit ensuite à la faculté de médecine et de chirurgie de l'université de Naples.

### Carrière universitaire
Pour fréquenter l’université, il prit pension chez son oncle Graniero, mari de la sœur de son père, à Arzano, dans la banlieue nord-ouest de Naples. Il y fit la connaissance de sa cousine Amalia Teresa, dont il s’éprit bientôt et qu’il épousera plus tard.
Avant même d’avoir terminé ses études de médecine, il commença à fréquenter l’Institut d’hygiène de Naples, où il eut le loisir de se familiariser avec les méthodes des laboratoires de bactériologie et de biochimie. En 1892, il obtint la nomination d’étudiant interne de l’Institut d’hygiène, et en septembre 1893, avec un an d’avance sur le plan d’études ordinaire, décrocha son diplôme en médecine.
Son titre obtenu, il s’inscrivit aussitôt au cours d’hygiène publique pour aspirants officiers sanitaires, y prenant part aussi comme enseignant, au titre d’assistant volontaire. Cette même année vit la publication, dans la revue médicale Annali dell’Istituto hygiène sperimentale dell’Università di Roma, de son premier article scientifique, intitulé Esame chimico microscopico e batterioscopico di due farine lattee italiane ('Examen chimique microscopique et bactérioscopique de deux farines de lait italiennes').
En juin 1894 fut ouvert un concours en vue de l’obtention du titre d’officier sanitaire de la commune de Campobasso ; si Tiberio échoua à ce concours, il ne s’ensuivit pas pour autant un coup d’arrêt porté à sa carrière, attendu qu’il avait déjà été nommé assistant titulaire, avec nomination annuelle renouvelable, à l’Institut de pathologie médicale démonstrative, dirigé par le professeur Gaetano Rummo. Dans cet institut, la tâche était double : à côté du travail d’enseignement, l’assistant était tenu de garder ouvert trois jours par semaine un cabinet public de consultation, de diagnostic et de traitement ; s’y ajoutaient en outre les activités liées à la rédaction du journal scientifique La Riforma Medica, fondé par le même Rummo ; ce dernier avait désiré que la publication se transformât d’une revue hebdomadaire en un journal quotidien contenant à la fois des articles originaux signés, et des recensions de la plupart des écrits médicaux publiés dans le monde. Ainsi Tiberio écrivit-il, au cours de l’année entière environ que dura sa période d’assistanat, la recension de plus de 180 articles, dont bon nombre traduits du français ; parmi ces recensions figurait aussi celle relative à ses propres recherches sur les moisissures, exposées dans un article publié en janvier 1895 par la déjà citée revue Annali d’Igiene sperimentale, sous le titre Sugli estratti di alcune muffe ('À propos d’extraits de certaines moisissures'). Dans ledit article, Tiberio avait identifié pour la première fois les propriétés bactéricides de certaines espèces de moisissures, écrivant notamment :
L’auteur a observé l’action d’extraits aqueux du Mucor mucedo, du Penicillium glaucum et de l’Aspergillus flavescens sur quelques schizomycètes pathogènes et sur quelques saprophytes, les constatant doués, en particulier celui tiré de l’Aspergillus, d’un notable pouvoir bactéricide. Les extraits aqueux sont apparus dotés aussi d’un médiocre pouvoir leucocytique, spécialement l’extrait d’Aspergillus. Dans l’infection expérimentale avec le bacille de la fièvre typhoïde et du vibrion du choléra, seul ce dernier a donné à observer une certaine action immunisante et curative. L’auteur attribue cette action en partie au pouvoir microbicide des principes contenus dans les moisissures, et en partie à l’effet de la leucocytose suscitée par ceux-ci.
Avant d’avoir achevé sa première année comme assistant, Tiberio fut reçu au concours d’officier-médecin de la marine royale italienne, et sans barguigner renonça à la carrière universitaire au profit de celle militaire.

### Mariage avec sa cousine
En 1905, Tiberio épousa sa cousine Amalia Teresa Graniero. Malgré la consanguinité, le mariage fut accepté par la famille. Tiberio cependant était initialement réticent à se déclarer à sa cousine, s’inquiétant en effet fort du risque d’infirmité congénitale de leur éventuelle descendance, risque lié non seulement à la consanguinité, mais aussi à la présence d’un grave handicap physique et mental chez les deux sœurs de sa future femme. Ce souci surmonté, un autre élément fit obstacle à leur union : à cette époque, un officier en service actif ne pouvait contracter mariage sans l’aval de ses supérieurs, lesquels réclamaient non seulement des références concernant la famille de la fiancée, mais exigeaient aussi que la dot de celle-ci ne fût pas inférieure à une certaine somme fixée, dite dot militaire. Le mariage fut célébré, après autorisation royale, le 5 août 1905 dans la chapelle de la maison des beaux-parents à Arzano, et fut béni par la naissance de trois filles.

### Carrière militaire

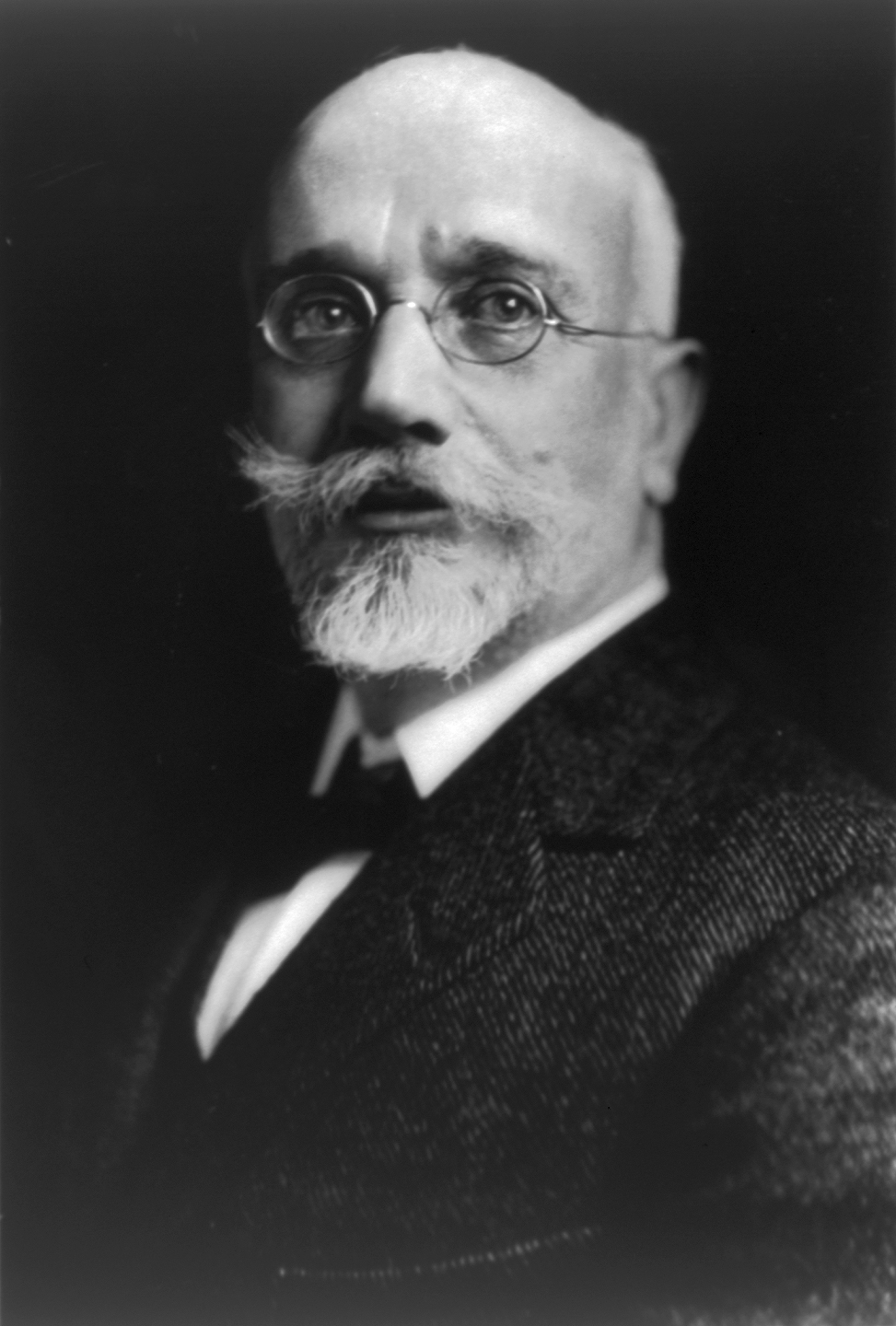
Elefterios Venizelos

Tiberio entra en service dans la marine le 1er janvier 1896 avec le grade de médecin de deuxième classe, et fut versé dans le troisième département maritime. En février de la même année, il s’embarqua sur le vaisseau de guerre Sicilia, lequel fut dépêché, de conserve avec une escadre navale internationale, à Crète, où des heurts avaient éclaté entre les communautés grecque et turque. À cette escadre navale participaient l’Allemagne, l’Autriche, la France, la Grande-Bretagne, la Russie et l’Italie ; le commandement avait été confié à l’Italien Canevaro. Une fois débarqué sur l’île, Tiberio devait s’occuper de la désinfestation des cantonnements de marins et de l’assainissement du réseau d’eau courante, dans laquelle se produisaient des infiltrations susceptibles de rendre l’eau impropre à la consommation ; en effet eut-il à traiter de nombreux cas de typhus, de fièvre typhoïde et de dysenterie. Il se signala par sa façon de procéder et par l’efficacité de sa méthode, à telle enseigne qu’il reçut une lettre d’éloges de la part de l’homme politique grec Elefthérios Venizélos et bénéficia de l’estime de chacun des deux camps en conflit.
Rentré en Italie en 1898, il fut affecté à l’hôpital de la marine de Venise, d’abord dans la section vénérienne, puis dans le service de chirurgie, et enfin au laboratoire d’analyses. Alors qu’il remplissait cette charge, il publia Due casi di anchilostomiasi intestinale ('Deux cas d’anchylostomiase intestinale'), Sul modo di fissare le anse di platino ('Sur la manière de fixer les anses de platine'), Il vitto dei militari della Regia Marina destinati al servizio a terra sulle navi ('l’Alimentation des militaires de la marine royale destinés au service à terre sur les navires').
En décembre 1900, sur sa demande, il prit du service sur la canonnière Volturno envoyée en mission à Zanzibar. Arrivés sur place, les Italiens se trouvèrent confrontés à une épidémie de variole et durent s’immobiliser à l’ancre pendant neuf mois ; là, le médecin eut à résoudre plusieurs types de problèmes, depuis la purification de l'eau jusqu’au régime alimentaire des marins et aux soins à apporter aux nombreux malades de la malaria et du béri-béri. La mission se termina en juin 1902 lorsque le navire regagna l’Italie. De ce voyage nous est resté une publication du docteur Tiberio : Alcuni casi di beri-beri osservati sulla regia nave Volturno a Zanzibar ('Quelques cas de béri-béri observés sur le vaisseau royal Volturno à Zanzibar'). Dans ses carnets se fait jour tout son orgueil d’appartenir à la marine, d’endosser la devise de celle-ci et de servir sous le drapeau italien, Tiberio ayant en effet été éduqué, comme tous les Italiens de sa génération, dans l’esprit du Risorgimento et dans l’amour de la patrie.
De retour en Italie, il fut promu officier-médecin de première classe et fut amené à prendre du service à l’hôpital départemental de la Maddalena, en Sardaigne, où il resta jusqu’en mars 1903. Son article Note sul vitto degli ospedali della Regia Marina ('Notes sur l’alimentation des hôpitaux de la marine royale') remonte à cette période.
Il s’embarqua ensuite sur le navire-hôpital Re d’Italia, où il rédigea un article sur la ventilation et le chauffage des navires par le moyen de radiateurs (Ventilazione e riscaldamento delle navi con termosifone). En 1904, il fut nommé capitaine médecin de la marine royale et muté au deuxième département maritime.

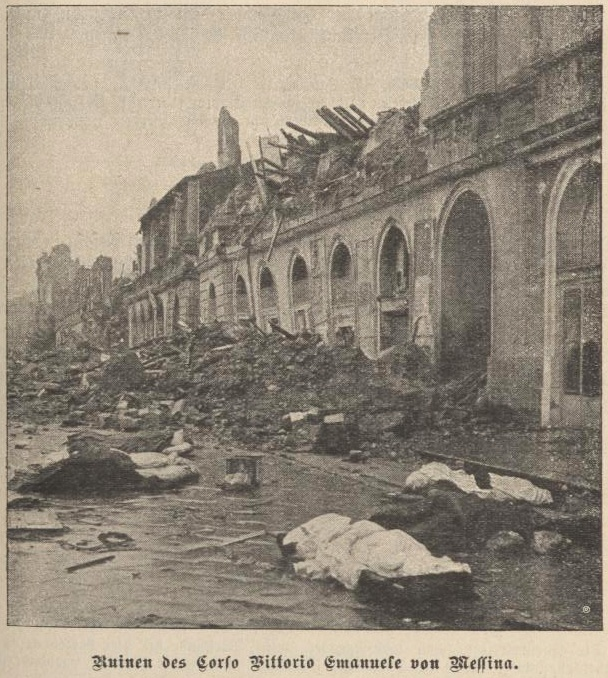
Messine dévastée par le tremblement de terre de 1908.

À la suite du terrible tremblement de terre de Messine du 28 décembre 1908, le gouvernement décida d'aménager et de dépêcher à Messine un navire-hôpital, placé sous le commandement du lieutenant-colonel médecin Tacchetti, assisté du capitaine Tiberio. L’on embarqua sur le navire plus de 2 000 réfugiés et blessés, pour les emmener de Messine à Gênes. Son engagement dans cette mission valut à Tiberio la mention d’honneur « pour s’être distingué par son efficacité, son courage et sa philanthropie ».
En avril 1912, il prend la direction du service de bactériologie de l’hôpital militaire maritime à la Maddalena ; il ne remplit cette fonction que durant huit mois, car en janvier 1913, au terme de la guerre de Libye, il fut envoyé à la base navale de Tobrouk, où il se vit confier la direction de l’infirmerie en même temps que du cabinet scientifique annexé. C’est de cette époque que datent ses études sur le typhus et les entérites ainsi que sur les maladies tropicales, qui seront à la base de sa publication Patologia libica e vaccinazione antitifica. Du reste, les résultats par lui obtenus furent loin d’être insignifiants : ses actions contre le typhus et ses efforts de vaccination eurent pour effet qu’il n’y eut sur la base de Tobrouk, dans toute l’année 1913, que deux cas de fièvre typhoïde B de faible gravité. Tiberio en reçut un éloge public de la part de la Direction de la Santé militaire et en fut récompensé par un avancement au grade de major.

### Dernières années et hommage posthume
Il regagna l’Italie en janvier 1914 et fut nommé directeur du service de bactériologie et d’hygiène de l’hôpital militaire maritime de Venise.
Tandis que le reste de l’Europe se trouvait déjà engagée dans la Première Guerre mondiale, dont l’Italie pour l’heure se tenait encore à l’écart, il fut muté à Naples pour y prendre la tête du service d’hygiène et de bactériologie de l’hôpital de la Marine à Piedigrotta (quartier de Naples), peut-être avec l’espoir de pouvoir reprendre ses recherches sur les moisissures, auxquelles ses années de service dans la marine militaire avec ses fréquentes mutations l’avaient empêché de se consacrer de manière soutenue et ininterrompue, l’étude de l’action bactéricide ne pouvant se réaliser en tranches séparées ; en outre, ses investigations tendaient à se tourner vers des sujets plus en rapport avec ses activités de service.
Une fois revenu à Naples, il n’eut toutefois guère le temps de mener plus avant ses recherches, car il fut terrassé par un infarctus du myocarde le 7 janvier 1915, à l’âge de seulement 45 ans.
Deux rues lui ont été dédiées après sa mort, à Rome et à Campobasso,. En 2007, l'université du Molise lui a consacré une journée commémorative. La même année, le président de la région Molise, Michele Iorio, proposa officiellement de donner le nom de Vincenzo Tiberio à la faculté de médecine et de chirurgie de l'Ateneo.

## Activité scientifique

### Recherches sur l’action bactéricide des moisissures
La faculté de médecine et de chirurgie de l’université de Naples n’était pas seulement, durant les années que Tiberio la fréquenta, un établissement d’enseignement, mais aussi et avant tout une institution de recherche, en particulier dans le domaine bactériologique. C’était l’époque où, notamment, le professeur Eugenio Fazio publia un article sur la Concorrenza vitale tra i batteri della putrefazione e quelli del carbonchio e del tifo (Concurrence vitale entre les bactéries de la putréfaction et celles du charbon et du typhus), et où le professeur Arnaldo Cantani expérimentait un traitement de la tuberculose, appliquant le principe de l’antagonisme de Louis Pasteur et de Jules François Joubert, et obtenant de notables progrès chez les patients, voire la disparition du bacille de Koch.
C’est dans ce contexte que Vincenzo Tiberio commença à fréquenter les laboratoires d’hygiène, pour y vérifier certaines de ses intuitions. Dans la cour de la maison d’Arzano, où il habitait, se trouvait un puits d’écoulement destiné à recueillir les eaux de pluie, lesquelles étaient ensuite utilisées par les occupants de l’immeuble, y compris comme eau potable. L'humidité du lieu faisait que les parois de la citerne étaient souvent infestées de moisissures, en raison de quoi il était nécessaire de la nettoyer périodiquement. Tiberio remarqua que chaque fois que le puits avait été nettoyé, les habitants de la maison étaient plus sujets aux entérites, et en étaient au contraire préservées dans les périodes où les moisissures étaient présentes. Il eut alors l’intuition d’une connexité entre la présence de ces mycètes et la prolifération de bactéries pathogènes dans l’organisme humain.
Soumettant cette intuition à vérification expérimentale, Tiberio parvint à démontrer que l’effet thérapeutique des moisissures était lié à quelque substance contenue dans celles-ci et dotées d’un pouvoir bactéricide et chimiotaxique. Il réussit en outre à isoler quelques-unes desdites substances et à en expérimenter l’effet bénéfique tant in vitro qu’in vivo chez des cobayes et des lapins, jusqu’à arriver à préparer une substance à effet antibiotique. Son procédé consistait à cultiver, dans des milieux de culture mis au point par lui-même, quelques souches d’hyphomycètes, à préparer des extraits par extraction aqueuse à partir de mycètes individuels, et à en étudier ensuite l’action sur quelques bactéries, tels que le bacille du typhus, le bacille du charbon, le vibrion du choléra et diverses souches de staphylocoques.
Les résultats de ces siennes recherches, exposés dans les publications déjà citées ci-haut, lui permirent de conclure que « dans les substances cellulaires des moisissures examinées sont contenus des principes solubles dans l’eau, pourvues d’action bactéricide ». Dans ces mêmes articles se trouvent précisément décrites la méthode de préparation du milieu de culture, la manière de prélever à partir des plaques le liquide désiré, les caractéristiques chimiques et organoleptiques du liquide, et les techniques d’étude.
Les conclusions que tira Tiberio de ses expériences étaient les suivantes : « 1. Seul le liquide obtenu de l’Aspergillus flavescens exerce une action positive dans les infections expérimentales par le bacille du typhus et par les vibrions du choléra ; 2. Comme tel, ce liquide exerce une action préventive (…) et thérapeutique (…), qui, pour la quantité de liquide injectée (1 % du poids du cobaye), et pour son poids spécifique de 1,006, s’étend, pour la première, sur environ 8 jours, devenant quasi nulle au 10e jour, et, pour la seconde, aussi longtemps que l’infection n’a pas atteint un degré de progression tel que toute action est rendue vaine ; 3. Ces faits mis en relation avec ce qui fut observé dans la leucocytose, l’on peut affirmer que cette action s’explique en partie par le pouvoir bactéricide détenu par les substances cellulaires de l’Aspergillus, mais pour la plus grande part par la leucocytose active qu’elles suscitent. »
La capacité de stimuler la leucocytose, c'est-à-dire d’exercer un effet chimiotactique, de même que la vertu bactéricide de diverses souches de l’Aspergillus sur les bacilles du typhus, furent confirmées par plusieurs chercheurs ultérieurement.

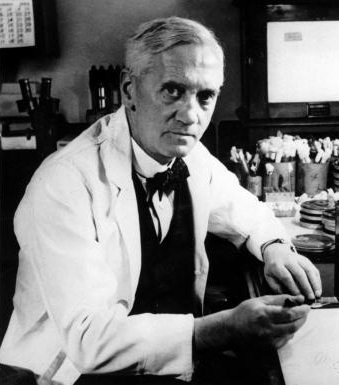
Alexander Fleming

Les travaux scientifiques de Tiberio, qui accomplit le cycle expérimental complet, depuis l'observation empirique jusqu'à la préparation de la substance antibiotique, en passant par la vérification de l’hypothèse initiale, tendent à démontrer que Tiberio était déjà beaucoup plus avancé qu’Fleming ne l’était en 1930. Ce dernier en effet, comme lui-même le rapporta, découvrit la pénicilline à la suite d'une erreur de manipulation, savoir : « la contamination involontaire d’une capsule contenant des colonies de Staphylocoques dorés avec des colonies fongiques », ces dernières ayant alors provoqué « une inhibition de la croissance bactérienne dans les colonies de Staphylocoques dorés ». Cependant, Fleming ne réussit pas à fabriquer expérimentalement le médicament, n’accomplissant donc pas tout le cheminement intellectuel et expérimental de la recherche, au contraire de Tiberio.
Pourtant, Tiberio, en exécutant son projet, dut affronter des difficultés et la méfiance. Depuis les premières observations jusqu’à la publication du compte rendu de l’expérience conclusive s’écoulèrent environ cinq ans. Le milieu scientifique officiel ne fit que peu de cas de la découverte, et l’on prit acte des conclusions sur le pouvoir bactéricide des moisissures comme d’une simple coïncidence. Tiberio fut profondément déçu par la manière dont ses travaux étaient accueillis. En 1895, peu après la publication de l’étude, il quitta l’Institut d’hygiène pour cause de dissensions avec le nouveau titulaire de la chaire et s’enrôla dans la marine.

### Redécouverte de ses travaux
Le petit fascicule exposant ses recherches resta ensuite sur une étagère poussiéreuse de l’Institut d’hygiène jusqu’à ce que, en 1947, deux ans après la remise du prix Nobel à Alexander Fleming, le lieutenant-colonel Giuseppe Pezzi, officier médical de la marine italienne, retrouva dans une bibliothèque le premier fascicule des Annali di Igiene sperimentale de 1895, dans lequel était publié un travail expérimental intitulé Sugli estratti di alcune muffe rédigé par le Dr Vincenzo Tiberio. L’article fut alors réimprimé par les soins de l’Institut lui-même, tandis que le lieutenant-colonel s’attachait à diffuser la nouvelle de cette redécouverte : en 1947, un article de sa main intitulé Un italiano precursore degli studi sulla penicillina (Un Italien précurseur des études sur la pénicilline) fut publié dans deux revues scientifiques : Annali di medicina navale e coloniale et Pagine di storia della medicina. Toutefois dès 1946, Minerva Medica avait publié déjà un article de Pietro Benigno, pharmacologue de l’université de Padoue, intitulé Un precursore delle ricerche sugli antibiotici, dans lequel l’auteur affirmait que « les recherches de Tiberio sont menées avec une telle méticulosité d’investigation, qu’elles méritent une place de premier plan dans la recherche sur les facteurs antibiotiques », mais cet article ne fut connu que de ceux déjà impliqués dans le travail scientifique, et n’eut donc pas le retentissement des écrits du colonel Pezzi. De leur côté, les petits-enfants de Tiberio s’efforcent de défendre le nom et la mémoire de leur grand-père, y compris en faisant paraître un ouvrage ; selon eux, Ernst Boris Chain, qui fut conjointement avec Fleming l’un des trois lauréats du prix Nobel de 1945, aurait affirmé dans un entretien que son illustre collègue connaissait leur grand-père et ses travaux ; Fleming cependant n’en fit jamais état publiquement.

## Principales publications
- Esame chimico,macroscopico e batterioscopico di due farine lattee italiane, dans Annali dell’Istituto d’Igiene sperimentale della R. Università di Roma, vol III, fasc IV, 1893
- Sugli estratti di alcune muffe, dans Annali di Igiene sperimentale, vol V, 1895
- Varietà e cura dell’angina pectoris, compte rendu dans Riforma Medica, a.X, N. 298, 29 décembre 1894
- Indicazione alla colecistectomia, dans Riforma Medica, a.XI, N. 27, 1er février 1895
- Notizie sul colera, dans Riforma Medica, a.XI, N. 39, 15 février 1895.
- La batterioterapia nella tubercolosi, compte rendu dans Riforma Medica, a.XI, N. 131, 5 juin 1895.
- Cura delle complicazioni nei feriti e negli operati, compte rendu in Riforma Medica, a.XI, N. 145, 22 giugno 1895.
- Sugli impulsi irresistibile degli epilettici, compte rendu in Riforma Medica, a.XI, N. 146, 4 juin 1895.
- Sulla cura radicale della ipertrofia prostatica, compte rendu in Riforma Medica, a.XI, N. 151, 1er juillet 1895.
- Sulla tossiterapia dei tumori maligni, compte rendu dans Riforma Medica, a.XI, N. 153, 3 juillet 1895.
- Sul parassitismo dei tumori maligni, compte rendu dans Riforma Medica, a.XI, N. 157, 8 juillet 1895.
- Sulle angine pseudo difteriche, compte rendu dans Riforma Medica, a.XI, N. 173, 26 juillet 1895.